# 2001 en Nouvelle-Écosse
Chronologie de la Nouvelle-Écosse
- 1997
- 1998
- 1999
- 2000
- 2001
- 2002
- 2003
- 2004
- 2005

Cette page concerne des événements d'actualité qui se sont produits durant l'année 2001 dans la province canadienne de la Nouvelle-Écosse.

## Politique
- Premier ministre : John F. Hamm
- Chef de l'Opposition :
- Lieutenant-gouverneur : Myra Freeman
- Législature :

## Décès
- 24 juillet à New Glasgow : Carrie M. Best, OC, née à New Glasgow le 4 mars 1903, journaliste canadienne. Elle crée en 1946 et dirige The Clarion, journal qui lutte contre le racisme et la discrimination visant les Afro-Canadiens.